# سوخت ترکیبی

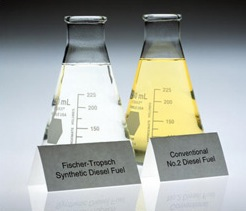
مقایسه سوخت ترکیبی FT با سوخت معمولی. سوخت ترکیبی مانند آب شفاف است زیرا فاقد گوگرد و مواد معطر است.

سوخت ترکیبی یک سوخت مایع و برخی اوقات گازی شکل است. این سوخت از ترکیب گازی مونواکسیدکربن و هیدروژن بدست می‌آید. این سوخت از تبدیل به گاز کردن مواداولیه جامدی مانند زغال یا زیست توده یا تغییر شکل گاز طبیعی بدست می‌آید. برای ساخت آن تبدیل فرایند فیشر–تروپش، تبدیل متانول به گازوئیل، یا مستقیماً تبدیل مستقیم زغال به مایع فرایند رایج است.
از سال ۲۰۰۹ تولید سوخت‌های ترکیبی در سطح جهان گسترده شد.
سوخت‌ترکیبی مشابه سوخت گازوئیل و دیزلی است و می‌تواند در موتورهای موجود بکار می‌رود. اما تولید سوخت‌ترکیبی مستلزم هزینه بیشتر و نیز فرایندهای پیچیده تبدیل شیمیایی است.
در سال‌های اخیر دولت‌ها و کمپانی‌های بزرگ انرژی توجه بیشتری به سوخت‌های ترکیبی دارند. فایده اصلی این سوخت‌ها این است که از مواد قابل دسترس می‌توان آن را تولید کرد. منابعی مانند زغال، گازطبیعی و حتی زباله گیاهی در مقیاس وسیعی وجود دارند. سوخت ترکیبی جایگزینی برای سوخت فسیلی است. ازنظر محیط زیست این سوخت از سوخت فسیلی سالم‌تر است. البته نه سالم به معنای واقعی، بلکه به نسبت سالم‌تر است و راندمان آن بسیار بیشتر از سوخت فسیلی است.

## تاریخچه
فرانتز فیشر (به انگلیسی: Franz Fisher) و هانس تروپش (به انگلیسی: Hans Tropsch) آلمانی در میانه دهه ۱۹۳۰ میلادی فرایند نوین سنتز بدست‌آوردن سوخت مایع از زغال را اختراع کردند. پیش از آنها فردریک برگیوس (به انگلیسی: Fredrich Bergius) برنده جایزه نوبل روشی دیگر را برای تولید سوخت ترکیبی ابداع کرده‌بود.

## شیمی سوخت ترکیبی
شیمی ساخت این سوخت پیچیده است. کربن و هیدروژن را با حرارت دادن زیست‌توده تا ۱۰۰۰ الی ۱۳۰۰ درجه سلسیوس و تبدیل آن به گاز، می‌گیرد و زنجیره پیچیده‌ای از ترکیب‌ها را تا ساختن سوختی مانند گازوئیل و دیزل طی می‌کند. در فرایند فیشر–تروپش، گاز تبدیل به مولکول‌های هیدروکربن می‌شود. روند بعدی، فرآوری زنجیره هیدروکربن با کاتالیست نیکل یا آهن است. محصولات نهایی شامل سوخت، موم و روان‌کننده است.